# Associazione Calcio Femminile Trento 2007-2008
Questa voce raccoglie le informazioni riguardanti l'Associazione Calcio Femminile Trento nelle competizioni ufficiali della stagione 2007-2008.

## Organigramma societario
Tratto dal sito Football.it.
Area amministrativa
- Presidente: Roberto Genta
- Direttore sportivo: Lorenzo Casagranda
- Segretario generale: Gabriele Oliari
- Responsabile settore giovanile: Francesco Martinelli

Area tecnica
- Allenatore: Giancarlo Padovan
- Allenatore in seconda: Vera Pattis
- Allenatore dei portieri: Vittorio Mariotto
- Preparatore atletico: Gianni Benedetti

## Rosa
Rosa e ruoli tratti dal sito Football.it.
| N. |                   | Ruolo | Calciatrice        |
| -- | ----------------- | ----- | ------------------ |
|    | Italia (bandiera) | P     | Elena Bon          |
|    | Italia (bandiera) | P     | Valentina Cretti   |
|    | Italia (bandiera) | D     | Arianna D'Agostino |
|    | Italia (bandiera) | D     | Adele Devilli      |
|    | Italia (bandiera) | D     | Irene Ferrari      |
|    | Italia (bandiera) | D     | Laura Prosperi     |
|    | Italia (bandiera) | D     | Paola Tomasi       |
|    | Italia (bandiera) | C     | Alessia Bertolini  |
|    | Italia (bandiera) | C     | Anna Busetti       |
|    | Italia (bandiera) | C     | Silvia Carraro     |
|    | Italia (bandiera) | C     | Michela Faes       |

| N. |                    | Ruolo | Calciatrice        |
| -- | ------------------ | ----- | ------------------ |
|    | Italia (bandiera)  | C     | Arianna Marchesi   |
|    | Italia (bandiera)  | C     | Alice Parisi       |
|    | Italia (bandiera)  | C     | Katia Serra        |
|    | Nigeria (bandiera) | A     | Saidat Adegoke     |
|    | Italia (bandiera)  | A     | Paola Leonardi     |
|    | Italia (bandiera)  | A     | Wania Meneghelli   |
|    | Italia (bandiera)  | A     | Stefania Rigatti   |
|    | Italia (bandiera)  | A     | Federica Rodella   |
|    | Italia (bandiera)  | A     | Miriam Romano      |
|    | Italia (bandiera)  | A     | Alessandra Tonelli |

## Calciomercato

### Sessione estiva
| Acquisti | Acquisti           | Acquisti    | Acquisti   |
| R.       | Nome               | da          | Modalità   |
| -------- | ------------------ | ----------- | ---------- |
| D        | Arianna D'Agostino | Agliana     | definitivo |
| C        | Silvia Carraro     | Agliana     | definitivo |
| C        | Arianna Marchesi   | Agliana     | definitivo |
| C        | Katia Serra        | Reggiana    | definitivo |
| A        | Saidat Adegoke     | Remo Queens | definitivo |

| Cessioni | Cessioni | Cessioni | Cessioni |
| R.       | Nome     | a        | Modalità |
| -------- | -------- | -------- | -------- |
|          |          |          |          |

## Risultati

### Serie A

#### Girone di andata
| Arbitro: | Marco Addis (Olbia) |

|                   |           |  |
| Pintus 33’ (rig.) | Marcatori |  |

| Arbitro: | Davide Sozzo (Bassano del Grappa) |

|  |           |                                                                         |
|  | Marcatori | 22’, 72’, 90’ Boni 35’, 76’ Gabbiadini 41’, 48’, 63’ Panico 44’ Tuttino |

| Arbitro: | Andrea Ceol (Merano) |

|  |           |                   |
|  | Marcatori | 40’, 57’ Piccinno |

| Arbitro: | Simone Cavasino (Monfalcone) |

|                |           |  |
| Miani 13’, 35’ | Marcatori |  |

| Arbitro: | Marco Dal Borgo (Verona) |

|  |           |             |
|  | Marcatori | 57’ Barreca |

| Arbitro: | Simone Spolaore (Torino) |

|                                                     |           |                   |
| Stracchi 23’, 58’ Ricco 47’ D'Adda 86’ Palmieri 91’ | Marcatori | 78’ (rig.) Parisi |

| Arbitro: | Marco Dal Borgo (Verona) |

|  |           |                                 |
|  | Marcatori | 35’ Parodi 78’ Gueli 89’ Sodini |

| Arbitro: | Andrea Riccardi (Novara) |

|  |           |             |
|  | Marcatori | 74’ Rigatti |

| Arbitro: | Andrea Ceol (Merano) |

|  |           |                     |
|  | Marcatori | 51’ (rig.) Sabatino |

| Arbitro: | Gianluca Bellero (Casale Monferrato) |

|                    |           |                             |
| Croce 40’ Cama 52’ | Marcatori | 42’, 49’ Rigatti 60’ Parisi |

| Arbitro: | Davide Sozzo (Bassano del Grappa) |

|                         |           |                            |
| Rigatti 53’ Adegoke 85’ | Marcatori | 11’, 20’ Stabile 91’ Mauro |

#### Girone di ritorno
| Arbitro: | Matteo Milani (Verona) |

|  |           |                               |
|  | Marcatori | 19’, 62’ Fuselli 58’ Iannella |

| Arbitro: | Stefano Longo (Bergamop) |

|                                                                                      |           |  |
| Barbierato 15’ Girelli 27’ Panico 34’, 86’ Vicchiarello 56’, 61’ Gabbiadini 80’, 90’ | Marcatori |  |

| Arbitro: | Andrea Riccardi (Novara) |

|                   |           |                         |
| Piccinno 15’, 21’ | Marcatori | 19’ Adegoke 54’ Ferrari |

| Arbitro: | Davide Sozzo (Bassano del Grappa) |

|                                                |           |  |
| Bertolini 31’ Meneghelli 53’ Parisi 80’ (rig.) | Marcatori |  |

| Arbitro: | Orlando Pagnotta (Nocera Inferiore) |

|  |           |                          |
|  | Marcatori | 28’ Serra 74’ Meneghelli |

| Arbitro: | Giulia Beghin (Padova) |

|  |           |                                               |
|  | Marcatori | 1’ Stracchi 29’ Ricco 31’ D'Adda 90’ Paliotti |

| Arbitro: | Brigandi (Genova) |

|  |           |               |
|  | Marcatori | 32’ Bertolini |

| Arbitro: | Marco Novellino (Brescia) |

|  |           |            |
|  | Marcatori | 35’ Ramera |

| Arbitro: | Marco Mainardi (Bergamo) |

|                                    |           |  |
| Neboli 26’ Sabatino 54’ Brutti 93’ | Marcatori |  |

| Arbitro: | Giuseppe Paladino (Rovereto) |

|  |           |                            |
|  | Marcatori | 9’, 49’ Cappella 47’ Croce |

| Arbitro: | Marco Cigana (Pordenone) |

|  |           |                           |
|  | Marcatori | 1’ Adegoke 44’ Meneghelli |

#### Play-out
| Arbitro: | ??? |

|                                |           |                |
| Maglio 3’, 62’, 74’ Paroni 88’ | Marcatori | 71’, 77’ Serra |

### Coppa Italia

#### Primo turno
Girone A

## Statistiche

### Statistiche di squadra
| Competizione | Punti | In casa | In casa | In casa | In casa | In casa | In casa | In trasferta | In trasferta | In trasferta | In trasferta | In trasferta | In trasferta | Totale | Totale | Totale | Totale | Totale | Totale | DR  |
| Competizione | Punti | G       | V       | N       | P       | Gf      | Gs      | G            | V            | N            | P            | Gf           | Gs           | G      | V      | N      | P      | Gf     | Gs     | DR  |
| ------------ | ----- | ------- | ------- | ------- | ------- | ------- | ------- | ------------ | ------------ | ------------ | ------------ | ------------ | ------------ | ------ | ------ | ------ | ------ | ------ | ------ | --- |
| Serie A      | 19    | 11      | 1       | 0       | 10      | 5       | 30      | 11           | 5            | 1            | 5            | 12           | 23           | 22     | 6      | 1      | 15     | 17     | 53     | -36 |
| Coppa Italia | -     | -       | -       | -       | -       | -       | -       | -            | -            | -            | -            | -            | -            | 5      | 3      | 0      | 2      | 13     | 7      | +6  |
| Totale       | -     | -       | -       | -       | -       | -       | -       | -            | -            | -            | -            | -            | -            | 27     | 9      | 1      | 17     | 30     | 60     | -30 |

### Statistiche delle giocatori
| Giocatore     | Serie A  | Serie A | Serie A     | Serie A    | Coppa Italia | Coppa Italia | Coppa Italia | Coppa Italia | Totale   | Totale | Totale      | Totale     |
| Giocatore     | Presenze | Reti    | Ammonizioni | Espulsioni | Presenze     | Reti         | Ammonizioni  | Espulsioni   | Presenze | Reti   | Ammonizioni | Espulsioni |
| ------------- | -------- | ------- | ----------- | ---------- | ------------ | ------------ | ------------ | ------------ | -------- | ------ | ----------- | ---------- |
| S. Adegoke    | 16       | 3       | 2           | 0          | ?            | ?            | ?            | ?            | 16+      | 3+     | 2+          | 0+         |
| A. Bertolini  | 21       | 2       | 2           | 1          | ?            | ?            | ?            | ?            | 21+      | 2+     | 2+          | 1+         |
| E. Bon        | 9        | 0       | 0           | 0          | ?            | ?            | ?            | ?            | 9+       | 0+     | 0+          | 0+         |
| A. Busetti    | 3        | 0       | 1           | 0          | ?            | ?            | ?            | ?            | 3+       | 0+     | 1+          | 0+         |
| S. Carraro    | 21       | 0       | 0           | 0          | ?            | ?            | ?            | ?            | 21+      | 0+     | 0+          | 0+         |
| V. Cretti     | 15       | 0       | 0           | 0          | ?            | ?            | ?            | ?            | 15+      | 0+     | 0+          | 0+         |
| A. D'Agostino | 15       | 0       | 3           | 0          | ?            | ?            | ?            | ?            | 15+      | 0+     | 3+          | 0+         |
| A. Devilli    | 10       | 0       | 0           | 0          | ?            | ?            | ?            | ?            | 10+      | 0+     | 0+          | 0+         |
| M. Faes       | 5        | 0       | 0           | 0          | ?            | ?            | ?            | ?            | 5+       | 0+     | 0+          | 0+         |
| I. Ferrari    | 17       | 1       | 1           | 0          | ?            | ?            | ?            | ?            | 17+      | 1+     | 1+          | 0+         |
| P. Leonardi   | 3        | 0       | 0           | 0          | ?            | ?            | ?            | ?            | 3+       | 0+     | 0+          | 0+         |
| A. Marchesi   | 19       | 0       | 5           | 1          | ?            | ?            | ?            | ?            | 19+      | 0+     | 5+          | 1+         |
| W. Meneghelli | 18       | 3       | 0           | 0          | ?            | ?            | ?            | ?            | 18+      | 3+     | 0+          | 0+         |
| A. Parisi     | 21       | 3       | 2           | 1          | ?            | ?            | ?            | ?            | 21+      | 3+     | 2+          | 1+         |
| L. Prosperi   | 18       | 0       | 2           | 0          | ?            | ?            | ?            | ?            | 18+      | 0+     | 2+          | 0+         |
| S. Rigatti    | 12       | 4       | 1           | 0          | ?            | ?            | ?            | ?            | 12+      | 4+     | 1+          | 0+         |
| F. Rodella    | 22       | 0       | 1           | 0          | ?            | ?            | ?            | ?            | 22+      | 0+     | 1+          | 0+         |
| M. Romano     | 3        | 0       | 0           | 0          | ?            | ?            | ?            | ?            | 3+       | 0+     | 0+          | 0+         |
| K. Serra      | 10       | 1       | 2           | 0          | ?            | ?            | ?            | ?            | 10+      | 1+     | 2+          | 0+         |
| P. Tomasi     | 15       | 0       | 0           | 0          | ?            | ?            | ?            | ?            | 15+      | 0+     | 0+          | 0+         |
| A. Tonelli    | 4        | 0       | 0           | 0          | ?            | ?            | ?            | ?            | 4+       | 0+     | 0+          | 0+         |